# Ferdinand Walsin Esterhazy

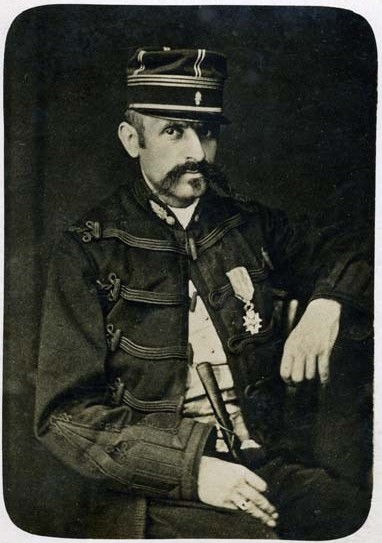
Esterhazy in 1885

Marie Charles Ferdinand Walsin Esterhazy (Parijs, 16 december 1847 – Harpenden, 21 mei 1923) was een Franse spion die in dienst was van het Duitse Keizerrijk. Hij was de pleger van de misdaad waarvoor Alfred Dreyfus valselijk beschuldigd en veroordeeld werd (zie de Dreyfusaffaire).
Walsin Esterhazy was de zoon van generaal Ferdinand Walsin Esterhazy, die naam maakte in de Krimoorlog. Vroeg wees geworden groeide hij op in Frankrijk en nam hij in 1869 dienst bij de Zoeaven. Daarna trad hij in dienst van het Frans Vreemdelingenlegioen waarmee hij deelnam aan de Frans-Duitse Oorlog (1870-1871). Vanaf 1877 was hij verbonden aan het Deuxième Bureau van de Franse Generale Staf. In 1894 begon hij voor de Duitsers te spioneren, waarschijnlijk om zijn schulden te kunnen betalen.
Het nieuwe hoofd van het Deuxième Bureau, Georges Picquart, ontdekte in 1896 dat Walsin Esterhazy, en niet Dreyfus, de spion was. Het leger probeerde de affaire stil te houden. Nadat Mathieu Dreyfus, de broer van Alfred Dreyfus, in november 1897 in een brief aan de minister van Oorlog Walsin Esterhazy had beschuldigd, verzocht de minister Walsin Esterhazy om terecht te staan. Hij verscheen op 10 januari 1898 in een besloten zitting voor een militair tribunaal en werd vrijgesproken. Hierop publiceerde Émile Zola zijn fameuze brief J'accuse...!
Walsin Esterhazy vluchtte ten slotte naar het Verenigd Koninkrijk waar hij buitenlands correspondent werd voor La Libre Parole. In 1908 vestigde hij zich onder de naam Jean de Voilemont in Harpenden (Engeland). Hij schreef hier artikelen voor de Franse krant L'Éclair. Hij overleed op 75-jarige leeftijd, zonder ooit te zijn veroordeeld.